# Woodbine (New Jersey)
Pour les articles homonymes, voir Woodbine.
Woodbine est un borough situé dans le comté de Cape May, dans l'État du New Jersey, aux États-Unis.